# Данте і Вергілій у пеклі
«Данте і Вергілій у пеклі» (фр. Dante et Virgille en Enfer) — картина французького художника Вільяма Бугро (1825—1905).  Знаходиться у музеї д'Орсе у Парижі.
Адольф Вільям Бугро належав до французької академічної школи. Його творчість була звернена до біблійних і міфологічних сюжетів. Дещицю уваги Бугро заслужили твори Данте, ілюстратором яких він був. Представлене полотно — зразок творчості митця за сюжетом «Божественної комедії». «Данте і Вергілій у Пеклі» постало досить похмурим, але дивовижним втіленням не менш похмурого сюжету «комедії» в олії.

## Історія створення
Перебуваючи в Римі, Бугро розраховував посилати свої полотна на Паризький салон. Однією з перших самостійних його робіт стала велика (281 × 225 см) картина «Данте і Вергілій у пеклі», написана в рік прибуття до Риму. Зазнавши дві невдачі в спробах виграти Римську премію (1848 і 1849), Бугро вирішив взяти реванш. Після його амбітної картини «Перед смертю» (1849), Бугро спрямував свої сили на створення чогось ще більш вражаючого. Його надихнула постать Данте, чия поема була дуже улюблена романтиками. Мабуть, вихідний задум у Бугро виник під впливом картини Делакруа на аналогічний сюжет. Делакруа, як і Енгра, Бугро зараховував до найбільших художників XIX століття. Обґрунтовуючи, він стверджував, що первинної в їхній творчості була щирість зображення «… того, що вони бачили і відчували, використовуючи відповідні їх ідеалу кошти, і, особливо, лінію». Тема картини була навіяна короткої сценою з строфи в «Божественної комедії» Данте («Пекло», пісня XXX):
Проте, ні Фів, ні Трої лють жахна
Не людям лиш, а й звірам, що на волі,
Ніколи не була така страшна,
Як лють, що виявили тіні голі,
Які, кусавши, бігли навпростець,
Мов свині, коли хлів повалять долі.
Одна Капоккйо уп'ялась в хребець
Зубами і під стогони великі
У дальній потягла його кінець.

## Картина
Картина відображає події за участю скаженого натовпу грішників у сьомому колі Пекла. Там, слідуючи в супроводі свого вчителя Вергілія, Данте просувається по третьому поясу кола крізь вічні муки богохульників і насильників над божеством, содомітів і користолюбців.
Шматок із твору взято страшний та гнітючий. Художник вивів на перший план грішників які поїдають один одного. Джанні Скіккі, узурпатор і обманщик, вп'явся в шию Капоккйо, єретика і алхіміка. Вони б'ють один одного руками, ногами, головою, розриваючи тіла на шматки. Їх ракурс незвичайний і красивий. Не віриться, що в цих тілах укладені вади. Бугро зобразив людські емоції в динаміці, з прекрасною анатомією та мімікою. Налагоджений механізм — техніка — досвід — уява, — явили світові те, що витягає суть пекельної темряви і животіння винних душ на полотно.
Як і в поемі Аліг'єрі, так і в полотні художника, герої сумної подорожі — Данте і Вергілій, — стали сторонніми спостерігачами. Їх Бугро помістив за сценою насильства. Емоції, якими володіє ця пара, вражають спокоєм. І лавровий вінок Данте, і одяг, і яскраве вбрання його супутника, — все зі світу земного контрастує з брудом Пекла.
Для наділення сюжету «пекельним» настроєм автор зобразив сірого демона в червоній заграві. На додаток до героїв, що рвуть один одного, Адольф Бугро зобразив юрбу голих людей, що деруться по тілах нагору, в надії врятуватися. Робота «Данте і Вергілій у Пеклі» написана в традиціях салонного академізму.
Техніка малювання Бугро, досить відкрита й зрозуміла, не відрізняється особливими нюансами, на відміну від обраних сюжетів. Колорит, як і личить похмурому оповіданню, робить акцент на приглушені фарби, криваво-червону основу і вугільну сажу.

## Реакція критиків
Звертаючись до сюжету з Данте, Бугро ставив надзвичайно амбітне завдання, особливо в передачі пристрастей, які повинні були перевершити Делакруа. Натуралістичність повинна була змусити глядачів повірити в жорстокість сил, які панують в Аду. Однак сцена викликала нападки багатьох критиків і відразу публіки на Салоні 1850 року.
Критик і поет Теофіль Готьє, однак, дуже схвально відгукувався про картину: «Джанні Скіккі кидається на свого суперника, з пристрастю люті, і пан Бугро чудово передає це за допомогою зображення м'язів, нервів, сухожиль і зубів. Боротьба між двома чоловіками викликає гіркоту! Сила цього полотна в його „міцності“: рідкісна якість!».
Справді, Бугро демонструє в цій роботі грандіозну відвагу: він вивчає естетичні межі, перебільшуючи структуру м'язів і спотворюючи їх, гіпертрофуючи пози, контрастуючи колір і тіні, а також зображуючи жахливі фігури і групи проклятих душ. Все в цій картині покликане підкреслити почуття страху і жаху: теми, до яких Бугро більше ніколи не повертався.